# Neobisium piquerae
Espèce
Neobisium piquerae est une espèce de pseudoscorpions de la famille des Neobisiidae.

## Distribution
Cette espèce est endémique d'Andalousie en Espagne. Elle se rencontre à Dalías dans la Sierra de Gádor dans la grotte Cueva del Simarrón.

## Description
Le mâle holotype mesure 4,8 mm.

## Étymologie
Cette espèce est nommée en l'honneur de María Piquer Rodríguez.

## Publication originale
- Carabajal Márquez, García Carrillo & Rodríguez Fernández, 2001 : Neobisium (Ommatoblothrus) piqueri sp. n., a new cave-dwelling pseudoscorpion from Andalusia (Arachnida, Pseudoscorpionida, Neobisiidae). Revista Iberica de Aracnologia, vol. 4, p. 3-7 (texte intégral).